# Andrea de Cesaris
Andrea de Cesaris ( 31. května 1959, Řím – 5. října 2014, Řím) byl italský automobilový závodník. Nejprve závodil v motokárách (v roce 1977 se stal mistrem světa). Později závodil ve Formuli 1, kde však nikdy nezvítězil a drží rekord nejdelší závodní kariéry bez vítězství. Série nehod mu v počátcích kariéry vynesla přezdívku Andrea de Crasheris. Zemřel při havárii na motocyklu ve věku 55 let.

## Externí odkazy

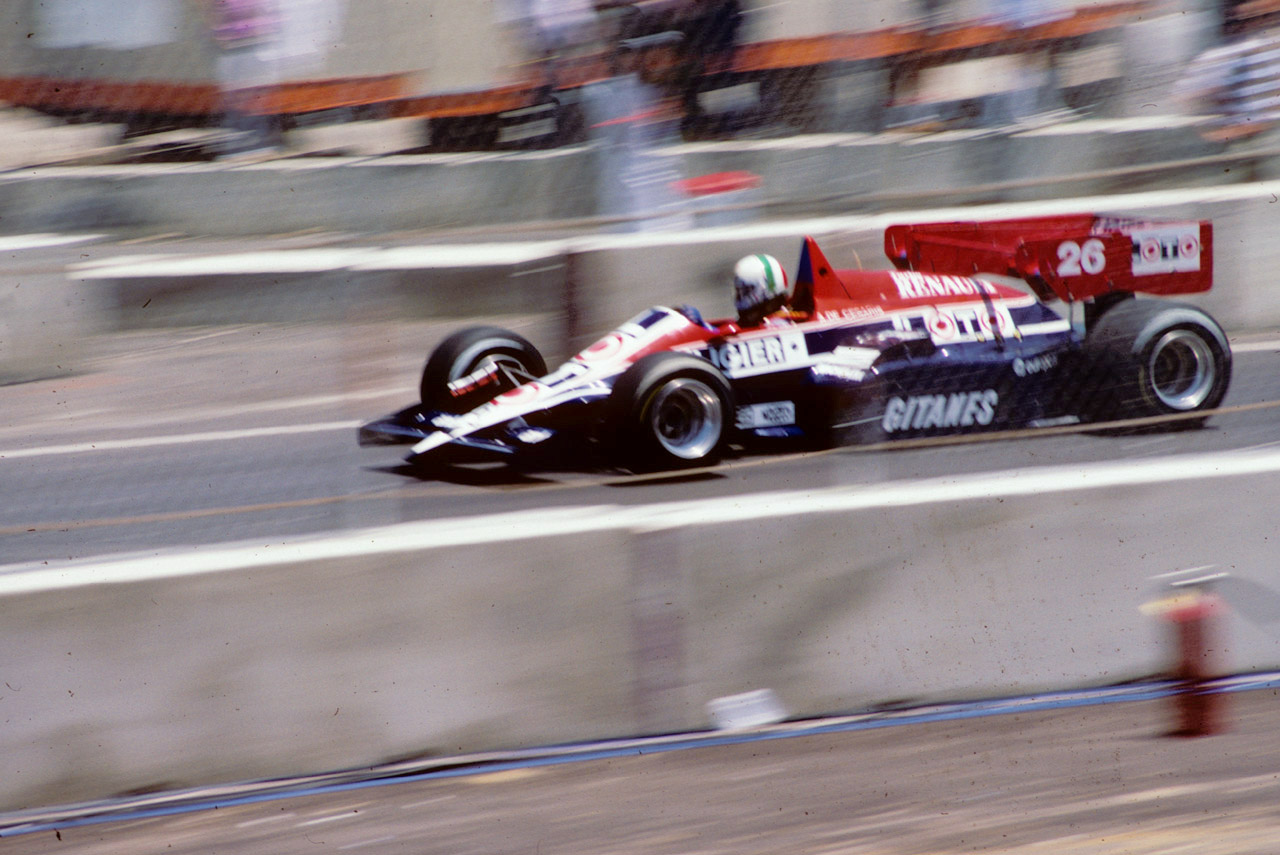
Andrea de Cesaris, Ligier, Velká cena USA v Dallasu 1984